# Buba Cámara
Aboubacar Camara (1 de enero de 1993),más conocido como Bouba o Buba, es un futbolista guineano que actualmente juega en las filas del CD Plus Ultra en la posición de guardameta y en la selección guineana de fútbol.

## Trayectoria
Nacido en Conakri (Guinea), Bouba se trasladó a España en 2011, y firmó con CD Alcoyano. Hizo sus altos debuts como reversa en la temporada 2012-13, en la Preferente Autonómica de la Comunidad Valenciana.
Bouba fue ascendido al primer equipo de los valencianos en el verano de 2013, siendo el único portero en las tres divisiones que mantuvo la portería a cero en los primeros cinco partidos de la temporada. 
El 18 de junio de 2014, Bouba rescindió su vínculo con el Alcoyano, y poco después se unió al UCAM Murcia CF de la  Segunda División B de España donde incluso ascendería con los universitarios a la Segunda División de España como segundo portero en la temporada 2016/2017. En septiembre de ese mismo año ficharía por el Club Deportivo Torrevieja de Tercera División Valenciana para una temporada después fichar por el CD Huétor Tájar de Tercera División Gr. IX del cual se desvinculó a final de temporada. Actualmente, en la temporada 18/19, fichó por la U.D. Los Garres, equipo perteneciente a la Tercera División Gr. XIII.
En diciembre de 2019 ficha por la SFC Minerva. Después de su trayectoria por Los Garres, ficha por el CD Plus Ultra en 2021 al mando de José Ángel Ruiz López "Cholo" y consigue un ansiado título de Preferente Murciana con su equipo, un año después empieza su trayectoria con el Plus Ultra en Tercera RFEF

### Selección absoluta de Guinea
Bouba llegó en 2011 al CD Alcoyano, un mes después y tras ser citado por primera vez por la selección absoluta para un encuentro en Francia ante Japón, volvería a Alcoy para convertirse en el segundo portero del Alcoyano Juvenil A con el que lograría el ascenso a División de Honor en mayo. Bouba recuerda que fueron “muy, muy, muy difíciles los primeros meses aquí. No solo por el idioma sino porque no tenía nada para jugar, todo el material (guantes, botas…) me lo compraron Juan y mi representante, Sergio Barila, y yo con lo que consigo al ir con la selección. La verdad es que no me arrepiento de nada y si tuviera la oportunidad volvería a hacerlo”. 
A los pocos meses de estar en Alcoy, Bouba Cámara fue citado por el seleccionador Michel Dussuyer para disputar la Copa África de las Naciones de este año. “No logré disputar ningún minuto, pero gané mucha experiencia y conocí a mucha gente y jugadores de talla mundial. El trabajo en la selección es cada vez más profesional, se nota que el fútbol africano está progresando muy rápido”. 
Después de aparecer en 2012 en la Copa Africana de Naciones como tercer portero, Buba hizo su debut con Guinea el 6 de febrero de 2013, jugando todo el segundo tiempo en el empate 1-1 contra Senegal.
De nuevo, en 2015, el guardameta volvería a ser convocado con la [Selección de fútbol de Guinea] para los encuentros correspondientes a una nueva edición de la Copa de África

## Carrera deportiva

### Clubes
| Club                        | País   | Año       |
| --------------------------- | ------ | --------- |
| Club Deportivo Alcoyano "B" | España | 2011-2013 |
| Club Deportivo Alcoyano     | España | 2013-2014 |
| UCAM Murcia Club de Fútbol  | España | 2014-2016 |
| Club Deportivo Torrevieja   | España | 2016-2017 |
| CD Huétor Tájar             | España | 2017-2018 |
| UD Los Garres               | España | 2018-2019 |
| SFC Minerva                 | España | 2019-2021 |
| UD Los Garres               | España | 2021-2022 |
| CD Plus Ultra               | España | 2022-2023 |

## Palmarés

### Títulos nacionales
| Título                       | Club           | País   | Año  |
| ---------------------------- | -------------- | ------ | ---- |
| Segunda División B de España | UCAM Murcia CF | España | 2016 |